# Gossia
Gossia es un género con 27 especies de arbustos de la familia Myrtaceae. Es originario de Malasia a Nueva Caledonia, Fiyi y Australia.

## Etimología
El nombre del género fue otorgado en honor del Primer ministro de Queensland Wayne Goss.

## Especies
- Gossia acmenoides (F.Muell.) N.Snow & Guymer, Syst. Bot. Monogr. 65: 45 (2003).
- Gossia aneityensis (Guillaumin) N.Snow, Novon 15: 478 (2005).
- Gossia bamagensis N.Snow & Guymer, Syst. Bot. Monogr. 65: 65 (2003).
- Gossia bidwillii (Benth.) N.Snow & Guymer, Syst. Bot. Monogr. 65: 39 (2003).
- Gossia byrnesii N.Snow & Guymer, Syst. Bot. Monogr. 65: 81 (2003).
- Gossia dallachyana (F.Muell. ex Benth.) N.Snow & Guymer, Syst. Bot. Monogr. 65: 58 (2003).
- Gossia eugenioides (A.J.Scott) N.Snow, Novon 15: 477 (2005).
- Gossia floribunda (A.J.Scott) N.Snow & Guymer, Syst. Bot. Monogr. 65: 72 (2003).
- Gossia fragrantissima (F.Muell. ex Benth.) N.Snow & Guymer, Syst. Bot. Monogr. 65: 75 (2003).
- Gossia gonoclada (F.Muell. ex Benth.) N.Snow & Guymer, Syst. Bot. Monogr. 65: 47 (2003).
- Gossia grayi N.Snow & Guymer, Syst. Bot. Monogr. 65: 61 (2003).
- Gossia hillii (Benth.) N.Snow & Guymer, Syst. Bot. Monogr. 65: 50 (2003).
- Gossia inophloia (J.F.Bailey & C.T.White) N.Snow & Guymer, Syst. Bot. Monogr. 65: 35 (2003).
- Gossia lewisensis N.Snow & Guymer, Syst. Bot. Monogr. 65: 53 (2003).
- Gossia longipetiolata N.Snow, Austrobaileya 7: 328 (2006).
- Gossia lucida (Gaertn.) N.Snow & Guymer, Syst. Bot. Monogr. 65: 70 (2003).
- Gossia macilwraithensis N.Snow & Guymer, Syst. Bot. Monogr. 65: 63 (2003).
- Gossia myrsinocarpa (F.Muell.) N.Snow & Guymer, Syst. Bot. Monogr. 65: 73 (2003).
- Gossia pubiflora (C.T.White) N.Snow & Guymer, Syst. Bot. Monogr. 65: 38 (2003).
- Gossia punctata N.Snow & Guymer, Syst. Bot. Monogr. 65: 55 (2003).
- Gossia randiana (Merr. & L.M.Perry) N.Snow, Novon 15: 477 (2005).
- Gossia retusa N.Snow & Guymer, Syst. Bot. Monogr. 65: 79 (2003).
- Gossia salomonensis (A.J.Scott) N.Snow, Novon 15: 478 (2005).
- Gossia sankowskiorum N.Snow & Guymer, Syst. Bot. Monogr. 65: 77 (2003).
- Gossia scottiana N.Snow, Austrobaileya 7: 326 (2006).
- Gossia shepherdii (F.Muell.) N.Snow & Guymer, Syst. Bot. Monogr. 65: 68 (2003).
- Gossia versteeghii (Merr. & L.M.Perry) N.Snow, Novon 15: 477 (2005).